# Tirso Guío
Tirso Hosnay Guío Caracas (Cartagena, Colombia, 30 de marzo de 1976) es un futbolista colombiano que juega como volante. Guío hizo esencialmente una extensa carrera en el fútbol de la Primera División de Costa Rica a partir del 2007.

## Clubes
| Club                  | País       | Año         |
| --------------------- | ---------- | ----------- |
| Millonarios           | Colombia   | 2001 - 2006 |
| Técnico Universitario | Ecuador    | 2006 - 2007 |
| Pérez Zeledón         | Costa Rica | 2007 - 2009 |
| Liberia Mía           | Costa Rica | 2009 - 2010 |
| Herediano             | Costa Rica | 2010 - 2011 |
| Pérez Zeledón         | Costa Rica | 2016        |